# 阿曼国旗
阿曼國旗 （阿拉伯语：علم عمان）是一面白、紅、綠橫帶的三色旗。左為一紅直帶，佔全旗面積四分之一，上有國徽。白色代表和平，紅色代表對入侵者的打擊，也是歷史上所用的顏色，綠色代表青翠山地和肥沃土地。
國旗原型啟用於1970年12月17日，最初国旗右侧的红色条纹窄，白、绿条纹宽，1985年将三条纹改为相同宽度，比例为2:3，直至1995年改成目前的比例1:2。

## 历史国旗
- 751–1954
- 1868-1871[2]
- 1954–1959
- 1970–1985
- 1985–1995
- 1995-

## 其他旗帜
- 马斯喀特苏丹国国旗
- 阿曼苏丹旗帜
- 阿曼苏丹旗
- 阿曼海军旗
- 阿曼空军旗
- 阿曼的伊玛马特国旗帜
- 阿曼人民解放阵线旗帜
- 解放阿曼人民阵线的旗帜